# Tomaž Nose
Tomaž Nose, né le 21 avril 1982, est un coureur cycliste slovène.

## Biographie
Auteurs d'excellents résultats en amateur avec l'équipe nationale de Slovénie (victoires au GP Tell et au Tour de la Vallée d'Aoste, deuxième du Giro delle Regione), Tomaž Nose participe au championnat du monde sur route des moins de 23 ans en 2001 à Lisbonne au Portugal (77e), en 2003 à Hamilton au Canada (72e) et en 2004 à Vérone en Italie (37e).
Il commence sa carrière professionnelle en s'engageant à la fin de l'année 2004 avec l'équipe Phonak. Après une première saison sans succès, il rejoint en 2006 Adria Mobil. Il y remporte deux Tours de Slovénie.
En août 2007, plus d'un an après sa première victoire sur le Tour de Slovénie, il apprend qu'il y a été contrôlé positif au Testoviron, médicament prohibé pour lequel il dispose d'une autorisation d'usage thérapeutique. Cette autorisation délivrée par le Comité olympique slovène n'était cependant pas valide dans le cadre d'une course sanctionnée par l'Union cycliste internationale pour laquelle une autorisation délivrée par l'UCI était nécessaire. Par conséquent, la fédération de cyclisme slovène prononce à l'encontre de Tomaž Nose une suspension de 20 mois à compter du 2 novembre 2006 et lui retire ses deux victoires sur le Tour de Slovénie.

## Palmarès
- 2000
  -  Champion de Slovénie sur route juniors[5]
  - Int. Sport Kärnten Junioren Weltcup Rundfahrt
  - 5e du championnat du monde sur route juniors
- 2002
  - 2e du Grand Prix Kranj
  - 5e du championnat d'Europe sur route espoirs
- 2003
  - 2e étape du Grand Prix Guillaume Tell
  - 2e du Grand Prix Guillaume Tell
  - 2e du Giro del Valdarno
  - 3e du Giro del Belvedere
  - 3e du Tour des régions italiennes
  - 3e du Grand Prix Kranj
- 2004
  - Gran Premio Palio del Recioto
  - 6e étape du Tour de Slovénie
  - Grand Prix Guillaume Tell :
    - Classement général
    - 2e étape

  - Tour de la vallée d'Aoste :
    - Classement général
    - 3e étape

  - 2e du Giro del Belvedere
- 2006
  - Tour de Slovénie :
    - Classement général
    - 2e et 3e étapes

  - 2e du championnat de Slovénie sur route
- 2007
  - Classement général du Tour de Slovénie
  - 2e du championnat de Slovénie sur route
- 2009
  - 2e du Tour de Slovénie
- 2012
  - 3e du GP Nobili Rubinetterie Coppa Citta di Stresa
- 2013
  - 3e de la Classic Beograd-Cacak

## Classements mondiaux
| Année           | 2009 | 2010 | 2011 | 2012 | 2013 |
| --------------- | ---- | ---- | ---- | ---- | ---- |
| UCI Europe Tour | 187e | 657e | 557e | 313e | 299e |